# Suore domenicane di Santa Caterina da Siena (Albi)
Le Suore Domenicane di Santa Caterina da Siena sono un istituto religioso femminile di diritto pontificio: le suore di questa congregazione pospongono al loro nome la sigla O.P.

## Storia
La congregazione sorse all'epoca della restaurazione dell'Ordine dei Frati Predicatori in Francia a opera di Jean-Baptiste Henri Lacordaire: venne fondata nel 1852 ad Albi da Gérine Fabre (1811-1887).
Su suggerimento dell'imperatrice Eugenia, a metà dell'Ottocento Napoleone III Bonaparte chiamò le suore in Italia, dove possedeva vaste proprietà, e le religiose aprirono una filiale a Civitanova Marche.
Le suore Domenicane di Santa Caterina da Siena ricevettero il pontificio decreto di lode il 24 novembre 1901; le loro costituzioni vennero approvate definitivamente dalla Santa Sede il 4 luglio 1933.

## Attività e diffusione
Le suore si dedicano all'istruzione, all'assistenza sanitaria, alla catechesi al sostegno e alla direzione di case — famiglia per anziani e famiglie in difficoltà.
La congregazione è oggi presente in Europa (Francia, Italia, Regno Unito, Slovenia, Spagna), in Asia (Afghanistan, Pakistan), in Africa (Nigeria, Uganda) e nelle Americhe (Argentina, Brasile, Guadalupa, Perù, Uruguay); la sede generalizia è a Roma.
Al 31 dicembre 2008 l'istituto contava 529 religiose in 69 case.